# 欧根亲王号重巡洋舰
歐根亲王号重巡洋舰（德語：Schwerer Kreuzer Prinz Eugen），是纳粹海军希佩尔将军级重巡洋舰的3号舰，名字来源于奥地利歷史上一名陸軍元帥歐根親王。用奥地利人为该舰命名主要是为了强调德奥两国的历史渊源。该舰因与俾斯麦号战列舰参与丹麦海峡海战而知名。但使其名扬天下的还是它以“不死之舰”著称的传奇经历，多次遭遇险境又幸运逃脱，奇迹般地幸存到战后，经历2次核爆炸實驗也没能使其沉没，被称为“幸运舰”。

## 战前
与其他三艘姊妹舰一样，欧根亲王号建造于20世纪30年代中叶。在设计阶段，该舰被给予代号“Kreuzer J”（即巡洋舰J）。1936年4月23日，欧根亲王号在位于基尔的克虏伯日耳曼尼亞船厂开始铺设龙骨，全部建造花费了1045万德国马克。1938年8月22日，欧根亲王号由匈牙利王國攝政王霍爾蒂的妻子在希特勒元首陪同下親自打香檳祝福並下水，它于1940年8月1日服役。首任舰长为赫尔穆特·布林克曼海军上校。
与该级前两艘相比，欧根亲王号作了一些改进，包括舰体延长4.5米、舰首改为飞剪式、增加两座对空射击指挥仪、改变烟囱罩的外形等。这些改进使该舰的建造時間比它的前两艘姐妹舰多了半年，因此并未参加进攻挪威的战役，也避开了德国海军在挪威的惨重损失。与同期其他海军强国相比，欧根亲王号在技术参数上并不逊色，在德国海军向来重视的军舰生存力上还具备优势。但德国制造的蒸汽轮机不够可靠，战斗中经常发生故障，这也成为了欧根亲王号经常遇到的问题。

## 丹麦海峡海战
在长达3个月的试航后，欧根亲王号协同俾斯麦号战列舰于1941年5月18日从格丁尼亚出发，执行“莱茵演习”行动，即进入大西洋进行破交战。舰队指挥官为君特·吕特晏斯海军上将。两舰在丹麦海峡遭遇由胡德号战列巡洋舰和威尔士亲王号战列舰组成的皇家海军截击舰队。在海战中，欧根亲王号至少命中胡德号1发砲弹，随后又命中威尔士亲王号4发砲弹。此次海战使皇家海军损失惨重。胡德号被俾斯麦号的380毫米砲弹击中弹药库后爆炸沉没，威尔士亲王号脱离战斗。随后毫髮无伤的欧根亲王号继续前进，与约定在集合点的施比谢恩号油船（Spichern）會合以完成袭击商船的任务，受伤的俾斯麦号则返回法国。这次分别让欧根亲王号避免了被英国人围歼的厄运。1941年7月1日，欧根亲王号在躲过英国大型战舰之后最终到达了布雷斯特。

## 地獄犬行动
在俾斯麦号沉没之后，希特勒严禁大西洋的水面舰队进行出航攻击活动。1942年，为了防备盟军进攻挪威，希特勒下令将驻紮在大西洋的沙恩霍斯特号和格奈森瑙号战列巡洋舰以及欧根亲王号重巡洋舰撤回德国。他亲自确定了穿越英吉利海峡的方案。当时，穿越英国控制下的英吉利海峡是十分危险的。为此，德国海军制定了严密的保密计畫，调遣了大批的护航军舰及飞机，并命名这项计畫为“雷霆·地獄犬”行动。其中“雷霆行动”是德国空军配合进行的一系列掩护工作，而“地獄犬行动”则为这三舰与护卫舰队穿越海峡的行动代号。行动由海军中将奥托·西里阿科斯指挥。舰队预定在1942年的2月11日离开布雷斯特，2月13日抵达德国。
德军的行动出乎英国人的意料，因为他们自认为海峡的防备很完善，以致德国舰队在夜幕的掩护下通过了海峡。英国人直到12日中午才侦测到德国舰队。尽管他们发动了多波次的攻击，包括鱼雷机、驱逐舰和鱼雷艇，但德国的主力军舰还是击退了英国人。在行动就要获得圆满成功时，沙恩霍斯特号和格奈森瑙号因触雷而不得不进坞修理。而幸运的欧根亲王号再一次全身而退，安全抵达德国。
欧根亲王号到达2个月后离开德国前往挪威。2月23日，欧根亲王号遭到了英国潜艇三叉戟号的鱼雷攻击，舰艉遭到破坏。随后到达挪威的特隆赫姆之后进行了详细的检查并得出结论：欧根亲王的舰艉必须要更换，但当地没有足够大的乾船坞供欧根亲王号更换舰艉，于是它不得不重新返回基尔港。1942年5月16日，欧根亲王号在基尔港更换上了新的舰艉。之后欧根亲王曾尝试返回挪威，但遭到了盟军部队的截击而被迫撤回。从此它直到1943年1月前都一直被闲置，仅仅是作一些日常的训练。

## 波罗的海
自1944年8月之后，欧根亲王号一直在波罗的海沿海为阻击苏联红军的德国部队提供砲火支援。1944年10月15日，在执行任务后回港的途中，因浓雾所造成的能见度低而与萊比錫號輕巡洋艦相撞。经过14小时损管人员的清理和调整，两者终于被分开。欧根亲王号舰艏遭到损坏，而莱比锡号几乎被撞成两半，该舰之后被改作浮动砲台。欧根亲王号在格丁尼亚修复后继续其砲火支援任务以及运送德国难民，之后逃向哥本哈根并与1945年4月20日到达，但燃油短缺使得该舰无法移动出港。在二战结束时，欧根亲王号是德国海军唯一尚能运作的大型水面战舰。1945年5月7日，欧根亲王号向盟军投降。

## 加入美国海军后

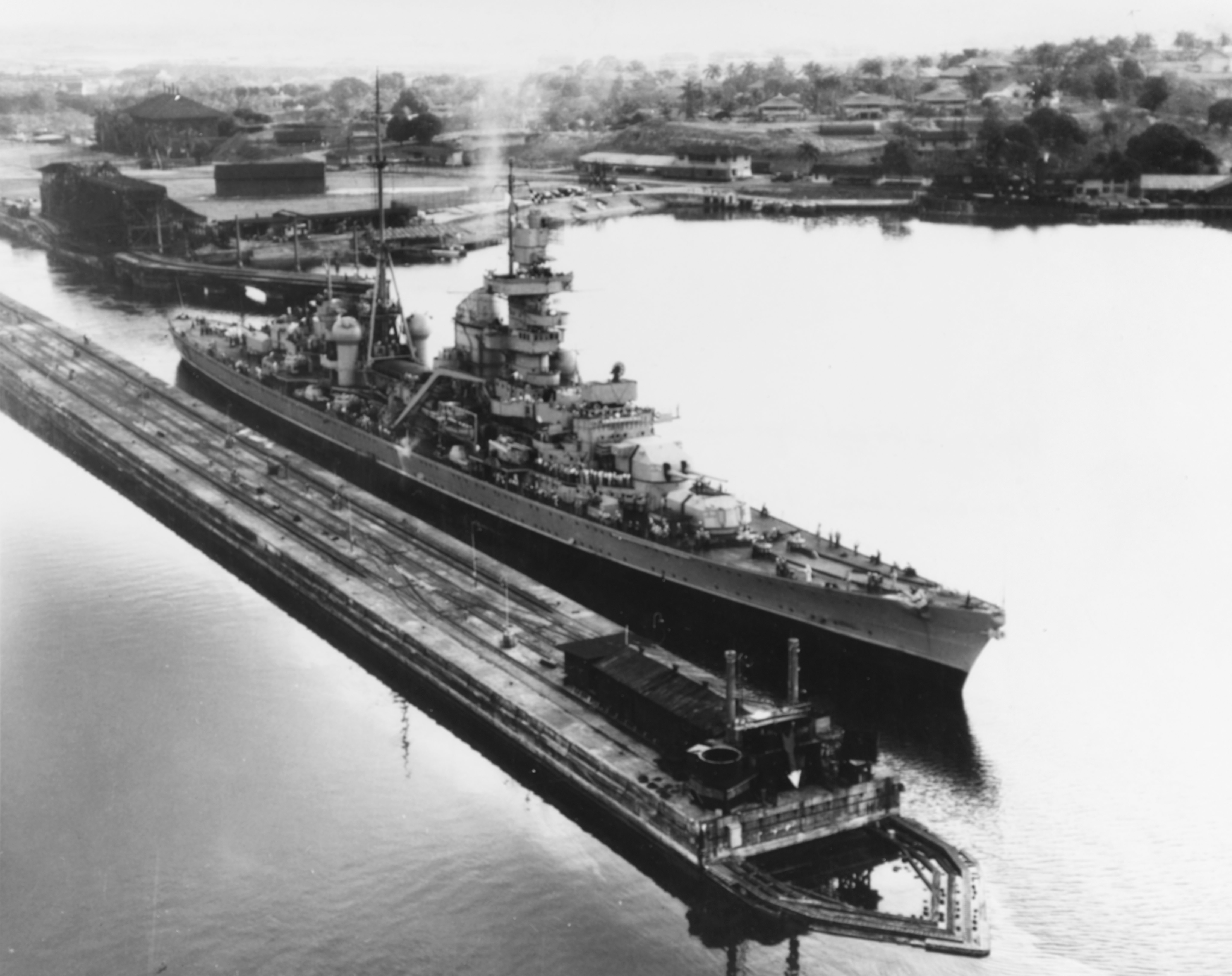
1946年，转为美国海军的欧根亲王号通过巴拿马运河

投降后，欧根亲王号交由美国海军管理且继续服役，编号IX-300，IX即未分类船只的意思。之后欧根亲王在经过检查之后参与了著名的“十字路”行动，即在比基尼环礁进行的原子弹试验。1946年7月1日，进行水上核爆试验“Able”，一架空军飞机向试验舰队投下一枚原子弹，並在距水面518英尺处引爆，少数试验船隻沉没，但距爆炸中心1,194码的欧根亲王号仅受了轻伤。7月25日，欧根亲王号再度参与水下爆炸试验“Baker”，原子弹在水下90英尺处引爆，大量船隻沉没，其中包括2艘战列舰。距爆炸中心1,990码的欧根亲王号仍然幸存，甚至未受到严重的损伤，但遭到了严重的辐射污染。1946年8月，欧根亲王号正式退役，并于同年9月被拖曳到瓜加林環礁（8°45′9.49″N 167°40′59.60″E / 8.7526361°N 167.6832222°E）。

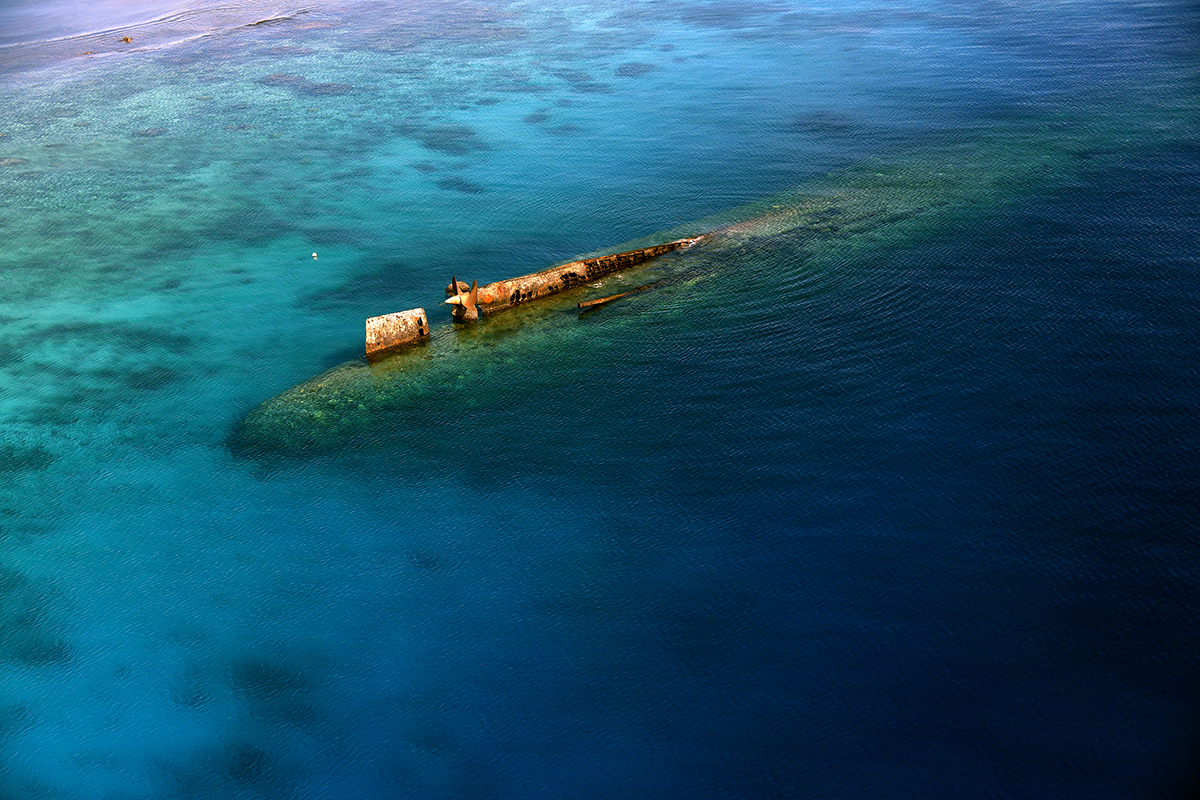
歐根親王號殘骸空照，2018年7月。

1946年12月21日，欧根亲王号在意外中损坏舰艉并严重进水，次日倾覆于环礁内。1978年，欧根亲王的左侧推进螺旋桨被打捞上来并且存放在了德国基尔的莱博海军纪念馆中，作为对德国海军的纪念。

## 历任舰长
- 赫尔穆特·布林克曼（Helmuth Brinkmann） - 1940年8月1日 - 1942年8月1日
- 威廉·贝克（Wilhelm Beck） - 1942年8月1日 - 1942年10月8日
- 汉斯-埃里希·沃斯（Hans-Erich Voss） - 1942年10月8日 - 1943年2月28日
- 沃纳·艾尔哈特（Werner Ehrhardt） - 1943年2月28日 -  1944年1月5日
- 汉斯-约尔根·雷尼克（Hans-Jürgen Reinicke） -  1944年1月5日 -  1945年5月8日
- 亚瑟·哈里森·格劳巴特（美国海军）（Arthur H. Graubart） - 1946年1月 - 1946年5月

## 资料与外部链接
- 欧根亲王号重巡洋舰图片幻灯
- Prinz Eugen - An Illustrated Technical History
- The Heavy Cruiser Prinz Eugen （页面存档备份，存于） at KBismarck.com （页面存档备份，存于）
- Prinz Eugen technical data （页面存档备份，存于） – From German naval history website german-navy.de （页面存档备份，存于）
- Maritimequest Prinz Eugen photo gallery （页面存档备份，存于）
- Heavy Cruiser Prinz Eugen